# I Can Do It with a Broken Heart
Singles de Taylor Swift
Fortnight (feat Post Malone
(2024)
I Can Do It with a Broken Heart est une chanson de l'auteure-compositrice-interprète américaine Taylor Swift. Elle est la treizième piste de son onzième album studio The Tortured Poets Department sorti le 19 avril 2024.

## Clip Vidéo
Le clip vidéo sort le 21 août 2024. Des extraits sont diffusés à la fin de son concert à Londres.
Son équipe qui gère le compte Instagram Taylor Nation annonce la sortie du clip quelques heures avant.
Le clip est une sorte d'hommage à ses fans, montrant les coulisses de sa tournée The Eras Tour, et aussi des images de ses entraînements de la chorégraphie de la chanson. Ce type de clip montrant des images de tournée est coutumier de Taylor Swift, qui en a auparavant proposé un pour chaque tournée à partir de celle de l'album Fearless jusqu'à 1989 inclus. 

## Classements hebdomadaires
| Classement (2024)                  | Meilleure position |
| ---------------------------------- | ------------------ |
| Afrique du Sud (Billboard)         | 19                 |
| Allemagne (GfK Entertainment)      | 60                 |
| Argentine (Hot 100)                | 64                 |
| Australie (ARIA)                   | 5                  |
| Autriche (Ö3 Austria Top 40)       | 11                 |
| Belgique (Billboard)               | 15                 |
| Brésil (Billboard)                 | 61                 |
| Canada (Hot 100)                   | 4                  |
| Croatie (Billboard)                | 19                 |
| Danemark (Tracklisten)             | 19                 |
| Émirats arabes unis (IFPI)         | 11                 |
| Espagne (PROMUSICAE)               | 39                 |
| États-Unis (Hot 100)               | 3                  |
| États-Unis (Adult Pop Songs)       | 37                 |
| États-Unis (Digital Songs)         | 8                  |
| États-Unis (Streaming Songs)       | 4                  |
| Finlande (Suomen virallinen lista) | 47                 |
| France (SNEP)                      | 72                 |
| Global 200 (Billboard)             | 5                  |
| Global Excl. US (Billboard)        | 5                  |
| Grèce (IFPI Grèce)                 | 10                 |
| Inde (IMI (en))                    | 11                 |
| Indonésie (Billboard)              | 24                 |
| Irlande (Irish Singles Chart)      | 5                  |
| Italie (FIMI)                      | 76                 |
| Lituanie (AGATA)                   | 16                 |
| Luxembourg (Billboard)             | 15                 |
| Malaisie (Billboard)               | 19                 |
| MENA (IFPI)                        | 15                 |
| Norvège (VG-lista)                 | 27                 |
| Nouvelle-Zélande (RMNZ)            | 6                  |
| Pays-Bas (Single Top 100)          | 35                 |
| Philippines (Billboard)            | 10                 |
| Portugal (AFP)                     | 14                 |
| Royaume-Uni (UK Singles Chart)     | 8                  |
| Royaume-Uni (UK Download Chart)    | 22                 |
| Singapour (RIAS (en))              | 5                  |
| Suède (Sverigetopplistan)          | 17                 |
| Suisse (Schweizer Hitparade)       | 30                 |
| Tchéquie (Billboard)               | 21                 |